# Jevgenij Machovenko
Jevgenij Machovenko (* 1971 in Litauen) ist ein ukrainisch-litauischer Rechtshistoriker, Professor für Rechtsgeschichte an der Universität Vilnius.

## Leben
Nach dem Abitur absolvierte er ein Diplomstudium an der Rechtsfakultät der Universität Vilnius und promovierte am 12. Oktober 1998 zum Thema „Nelietuviškų žemių teisinė padėtis Lietuvos Didžiojoje Kunigaikštystėje“. Danach war er Assistent, Oberassistent, Dozent im Lehrstuhl für Rechtsgeschichte und Rechtstheorie und ab 2010 Professor im Lehrstuhl für Öffentliches Recht. Mai 2009 habilitierte er zum Thema „XII-XX a. Lietuvos teisinės teorijos sistemos istorija“ (Sozialwissenschaften, Rechtswissenschaften 01S).
Er spricht Ukrainisch, Russisch, Litauisch, Polnisch, Belarussisch und Latein.

## Bibliografie
- Nelietuviškų žemių teisinė padėtis LDK (XIV – XVIII a.), monografija. Vilnius: Vilniaus universiteto leidykla, 1998, 218 p;
- LDK teisės šaltiniai. Vilnius, 2000;
- Teisingumo vykdymas Lietuvos Didžiojoje Kunigaikštystėje: diskusiniai klausimai (mokomoji priemonė). Vilniaus universitetas. - Vilnius: Justitia, 2007. - 110 p;
- Vilniaus universiteto Teisės fakultetas 1641-2007 metais / Jevgenij Machovenko, Mindaugas Maksimaitis. - Vilnius: Vilniaus universiteto leidykla, 2008.